# Samboja
Samboja – staropolskie imię żeńskie, złożone z członu Sam- ("samotna, jedyna") oraz członu -boj-a ("bicie, walka"). Oznacza "tę, która walczy samotnie".
Samboja imieniny obchodzi 13 grudnia.